# Wojny magazynowe: Nowy Jork
Wojny magazynowe: Nowy Jork (ang. Storage Wars: New York) – amerykański program typu reality show przedstawiający zmagania osób licytujących na aukcjach garażowe schowki. Jest to drugi spin-off programu Wojny magazynowe. Jego premiera odbyła się w amerykańskiej stacji A&E 1 stycznia 2013 roku. Ostatni odcinek został wyemitowany 8 listopada tego samego roku.

## Formuła
Formuła programu jest taka sama jak we wcześniejszych programach tej serii: nie opłacane przez trzy miesiące magazyny są wystawiane na sprzedaż. Po otwarciu kupujący mają pięć minut na obejrzenie ich zawartości, ale nie mogą wchodzić do środka ani niczego dotykać. Następnie odbywa się licytacja schowka, w którym mogą znajdować się wartościowe rzeczy. Każdy odcinek przedstawia zwycięzców licytacji, którzy po przejrzeniu zawartość magazynu, najcenniejsze przedmioty zanoszą do wyceny ekspertom.

## Uczestnicy

### Główni kupujący
- Joe "P" Pauletich (Sezon 1 – nadal) – samozwańcza legenda nowojorskich aukcji magazynowych, którymi zajmuje się od dwudziestu lat. Prowadzi sklep SoHo Treasures[2].

- Candy Olsen i Courtney Wagner (Sezon 1 – nadal) – długoletnie przyjaciółki, które wspólnie prowadzą sklep C&C Pop-Up Shop. Na magazynowe aukcje przyjeżdżają żółtym vanem nazywanym przez nich „bananową furgonetką”. Często posiadają mniej gotówki niż inni kupujący, lecz jeśli to konieczne są skłonne z nimi konkurować[3].

- Chris Morelli i Tad Eaton (Sezon 1 – nadal) – wspólnie prowadzą sklep The Frayed Knot w Hoboken. Zajmują się też renowacją starych i zniszczonych mebli, które później odsprzedają klientom[4].

- Mike Braiotta (Sezon 1 – nadal) – w przeciwieństwie do pozostałych kupuje tylko schowki, które mogą mu przynieść szybki zysk. Poszukuje głównie elektroniki i różnych urządzeń. Pochodzi z Bronxu[5].

### Inni kupujący
- Steve Valenti – w programie pojawiał się już w początkowych odcinkach pierwszej serii jako jeden z kupujących występujących w tle. Do stałej obsady dołączył w drugim sezonie. Z powodu swojego wzrostu jest nazywany „Dużym Steve’em”. Jest także partnerem jednego z największych na Brooklynie pchlich targów zwanego Aquaduck Flea Market[6].

- D. Todd McCormick "The Fog" (Sezon 2) – po raz pierwszy pojawił się w 5 odcinku drugiej serii. Jest specjalistą od srebra.

### Inne osoby
- John Luke – licytator przeprowadzający magazynowe aukcje.

- Thom Beers – jeden z producentów wykonawczy i narrator programu. Na początku każdego odcinka objaśnia zasady programu oraz podsumowuje zyski i straty uczestników.